# Muzeum Interaktywne / Centrum Edukacji Teatralnej MICET
MICET Muzeum Interaktywne / Centrum Edukacji Teatralnej – powstało w 2016 roku w przestrzeniach XIII-wiecznych piwnic Narodowego Starego Teatru w Krakowie dzięki wsparciu udzielonemu z Funduszy Norweskich i Funduszy EOG oraz środków krajowych na lata 2009-2014. MICET to nowa forma Muzeum Starego Teatru istniejącego od 1981 roku. Jego kuratorką jest Anna Litak.

## Ekspozycja
W Muzeum można zobaczyć interaktywną ekspozycję związaną z tworzeniem scenografii, muzyki do spektakli, z pracą reżyserów teatralnych i rozwojem technik aktorskich, a także projektowaniem scenicznych kostiumów. Centrum Edukacji oferuje warsztaty prowadzone przez artystów Starego Teatru, wystawy czasowe, spotkania z twórcami oraz zajęcia dla dzieci.
Mediateka MICET posiada jedną z największych w Polsce kolekcję zdjęć teatralnych (od 1860 roku), w tym prace m.in. Tadeusza Kantora, Konrada Swinarskiego, Jerzego Jarockiego, Krystiana Lupy, Jerzego Grzegorzewskiego, Krzysztofa Warlikowskiego czy Jana Klaty.